# Scatella indistincta
Scatella indistincta är en tvåvingeart som beskrevs av Becker 1896. Scatella indistincta ingår i släktet Scatella och familjen vattenflugor. Inga underarter finns listade i Catalogue of Life.